# Принц воров (фильм, 2009)
«Принц воров» (англ. Beyond Sherwood Forest) — канадский приключенческий телевизионный фильм режиссёра Питера Делуиза, вольная экранизация средневековых баллад о благородном разбойнике Робине Гуде. Главные роли исполнили Робин Данн, Эрика Дюранс и Джулиан Сэндс. Премьерный показ состоялся на телеканале Syfy Universal в ноябре 2009 года.
Фильм получил негативные отзывы критиков и зрителей, в частности были низко оценены спецэффекты и актёрская игра главных героев. Вместе с тем, исполнитель роли второго плана Кайнан Виб за роль в этом фильме был номинирован на премию «Молодой актёр».

## Сюжет
В 1174 году молодой Робин Гуд становится свидетелем того, как его отец, Уильям, попадает в засаду Малкольма во время охоты на дракона. Коварный Малкольм забирает с собой дракона, принявшего облик молодой женщины.
Пятнадцать лет спустя Робин Гуд вырос и вместе со своими последователями, Маленьким Джоном и Гаретом, бродит по лесам Ноттингема, грабя богатых и раздавая деньги бедным. Малкольм теперь шериф Ноттингема и близкий друг принца Джона, который правит в отсутствие короля Ричарда Львиное Сердце. Робин Гуд представляет угрозу для Шерифа, к тому же к банде разбойника примкнула Дева Мэриан, которая должна была выйти замуж за принца Франции. Малкольм выпускает дракона, тем самым настраивая жителей деревни против Робин Гуда. Робин вместе с Уиллом Скарлетом и Маленьким Джоном собираются остановить дракона.

## В ролях
| Актёр           | Роль                        |
| --------------- | --------------------------- |
| Робин Данн      | Робин Гуд                   |
| Эрика Дюранс    | Дева Мэриан                 |
| Джулиан Сэндс   | Малкольм / Шериф Ноттингема |
| Кэтрин Изабель  | Алина                       |
| Билл Доу        | брат Тук                    |
| Кайнан Виб      | Гарет                       |
| Марк Гиббон     | Маленький Джон              |
| Ричард де Клерк | Уилл Скарлетт               |
| Брент Стейт     | Гай Гисборн                 |
| Дэвид Палффи    | старейшина сильванов        |

## Производство
Часть сцен была снята в окрестностях Лангли, Британская Колумбия.